# El mar de hielo
El mar de hielo (en alemán: Das Eismeer) (1823–1824) es una pintura al óleo que muestra un naufragio en el Ártico, hecha por el pintor romántico alemán Caspar David Friedrich. Esta pintura era conocida como El mar polar antes de 1826.
La obra fue expuesta por primera vez en la exhibición de la Academia de Praga en 1824, con el título Una escena idealizada de un Mar Ártico, con un Barco Naufragado sobre las Masas de Hielo Amontonadas. Considerada como una de las obras maestras de Friedrich, su composición y tema radicales eran inusuales para la época y la obra fue recibida con incomprensión. Para cuando Friedrich murió en 1840 la pintura aún no se había vendido. Se encuentra en la actualidad en el Kunsthalle de Hamburgo, en Alemania.

## Contexto de Friedrich
Caspar David Friedrich nació el 5 de septiembre de 1774 en Greifswald, Alemania. Fue criado protestante. Friedrich empezó a estudiar arte con un profesor de dibujo de la Universidad de Griefswald de nombre Johann Gottfried Quistorp. Luego pasó a estudiar en la Akademi for de Skønne Kunster en Copenhague, Dinamarca, entre 1794 y 1798. Posteriormente, Friedrich estudió en la Hochschule der Bildenen Künste en Dresde, Alemania. Friedrich decidió pasar el resto de su vida en Dresde,ciudad en la que murió el 7 de mayo de 1840.

### Romanticismo
El movimiento romántico surgió a finales del siglo XVIII. El romanticismo era tanto un movimiento artístico como una perspectiva ante la vida. Rechazaba las ideas de la Ilustración sobre el racionalismo y el intelecto,a favor de la religión, la emoción y la cultura. Un tema fundamental en el romanticismo fue el enfoque en la naturaleza como tema.
En el siglo XIX, muchos alemanes mostraban gran interés en el Ártico, entre ellos Friedrich. En el romanticismo alemán, el norte era visto como algo positivo, mientras que el sur clásico era considerado negativo.

### Friedrich y el Romanticismo
Como muchos otros pintores del siglo XIX, Friedrich decidió centrarse en paisajes como los motivos principales de sus pinturas. Se considera que el estilo de Friedrich encaja en la categoría de romanticismo gracias a sus pinturas sobre la naturaleza. Su propósito era el de crear en el lienzo las imágenes que tenía en su mente.Por medio de sus pinturas, Friedrich intentaba mostrar el significado espiritual y religioso de la naturaleza. Friedrich es reconocido por haber puesto un significado espiritual en muchas de sus obras.

## Historia
El coleccionista Johann Gottlob von Quandt comisionó dos cuadros que debían simbolizar el sur y el norte. Johann Martin von Rohden recibió el encargo de pintar la Naturaleza del Sur en su Esplendor Abundante y Majestuoso, en tanto que el encargo de pintar la Naturaleza del Norte en toda su Belleza Aterradora recayó en Friedrich. Sin embargo, como describió Schukowski en una carta de 1821:
[Friedrich] mismo no sabe siquiera qué va a pintar; espera el momento de inspiración que (en sus propias palabras) le llega ocasionalmente en un sueño.
Ocasionalmente se publicaban durante esos años relatos de expediciones al Polo Norte, y se ha sugerido que fue probablemente así que Friedrich aprendió de la expedición de 1819-1820 de William Edward Parry con el objeto de hallar el Paso del Noroeste. En el invierno entre 1820 y 1821, Friedrich realizó extensos estudios al óleo de témpanos de hielo en el río Elba, cerca de Dresde. Es probable que estos se hayan incorporado a El Mar de Hielo .[cita requerida] La imagen causó una duradera impresión en el escultor francés David d'Angers durante su visita a Dresde en 1834, la que describió de la siguiente manera: 
Friedrich tiene un espíritu sombrío. Ha entendido completamente cómo representar en el paisaje los grandes conflictos de la naturaleza.

## Descripción
El Mar de Hielo fue compuesto en uno de los estudios de Friedrich cerca de Dresde. Esta pintura se basa claramente en el Ártico, si bien Friedrich nunca había lo visitado. Se ha sugerido que Friedrich obtuvo sus conocimientos acerca del Ártico a partir de la expedición de William Edward Parry. Sin embargo, en tanto hubo múltiples informes y artículos sobre el Ártico en Alemania, nunca ha sido confirmado que Friedrich haya usado la expedición de Parry para pintar El mar de hielo. Friedrich también aprendió sobre icebergs estudiándolos en el Elba.
El Mar de Hielo representa lo que Friedrich creía que era el Ártico. En el primer plano de la pintura aparecen pequeños icebergs superpuestos uno sobre el otro, lo que los hace parecer casi escalones. Sin embargo, en el fondo, los icebergs se aplastan para formar una torre de hielo. Estos icebergs son muy grandes y sugieren que algo terrible ha pasado. Justo al lado de esta gigantesca torre de hielo hay un detalle minúsculo que no es el tema de la pintura, un naufragio.

## Análisis

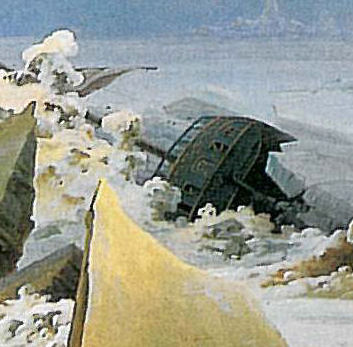
Detalle de la pintura El Mar de Hielo de Caspar David Friedrich.

El naufragio en El mar de hielo sugiere la idea de que la naturaleza siempre será superior a los hombres. El hielo es un lugar de muerte y la naturaleza siempre derrotará a cualquiera que intente entrometerse en él.
De niño, Friedrich sufrió una experiencia traumática que involucraba a su hermano, Johann Christoffer, quien murió el 8 de diciembre de 1787 tras caer al agua gélida al caminar sobre el hielo. Se rumorea que Friedrich pudo haber obligado a su hermano a caminar sobre el hielo. Algunos académicos han especulado que la experiencia de Friedrich puede haber influido en esta pintura.
Existe una teoría respecto a que Friedrich pintó esta obra como un comentario sobre Alemania. Así como el barco está congelado en el hielo, Alemania es considerada un páramo políticamente congelado y sin esperanzas de mejora.
Es posible que esta obra se haya inspirado en La balsa de la Medusa de Théodore Géricault (1818–19). La obra de Friedrich comparte con la de Géricault un marco compositivo similar y una perspectiva metafórica sombría en relación con el mar implacable. La tragedia representada en La Medusa es una responsabilidad humana independientemente del entorno, mientras que El Mar de Hielo presenta un mensaje aún más pesimista, en el que la tragedia es resultado de la arrogancia de la humanidad en sus intentos de dominar la naturaleza.

## Lo Sublime
La teoría de lo sublime combina la emoción del terror y el placer. Entre los principales teóricos de lo sublime se incluyen Edmund Burke, Immanuel Kant y Friedrich Schiller. La naturaleza siempre ha estado asociada con la idea de lo sublime. Hacia finales del siglo XVIII, las pinturas sobre el Ártico eran asociadas con lo sublime. Ha sido motivo de debate, sin embargo, si la pintura El mar de hielo pertenece o no a la categoría de lo sublime.Los fragmentos de hielo pueden transmitir peligro, pero también pueden verse como hermosos. Una de las razones por las que ha habido debate respecto a si esta pintura se ajusta o no a lo sublime es que no es claro si el espectador puede de hecho ser parte de la pintura, lo que constituye un elemento importante de lo sublime.

## Influencia

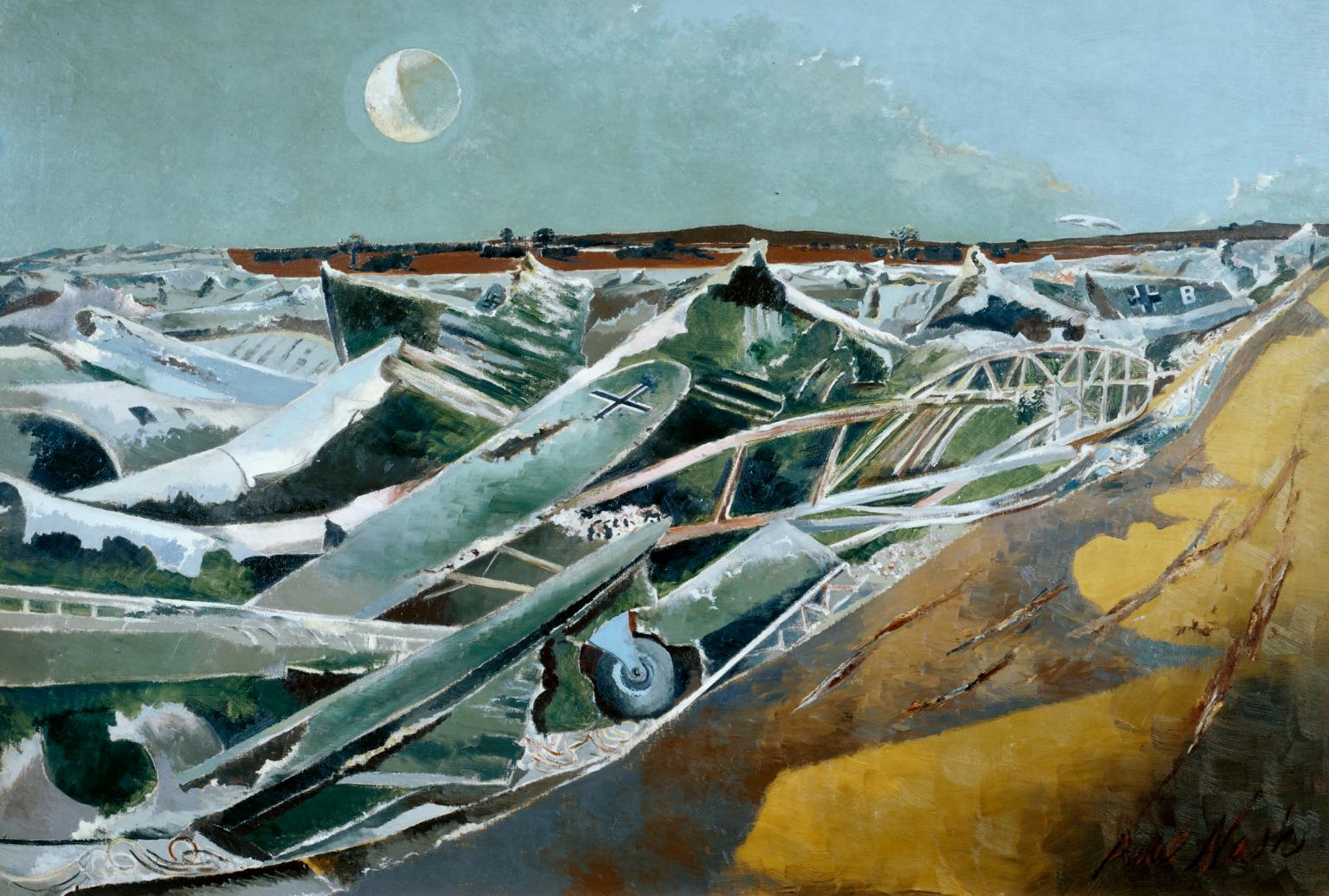
Paul Nash. Totes Meer, 1941, Tate Gallery

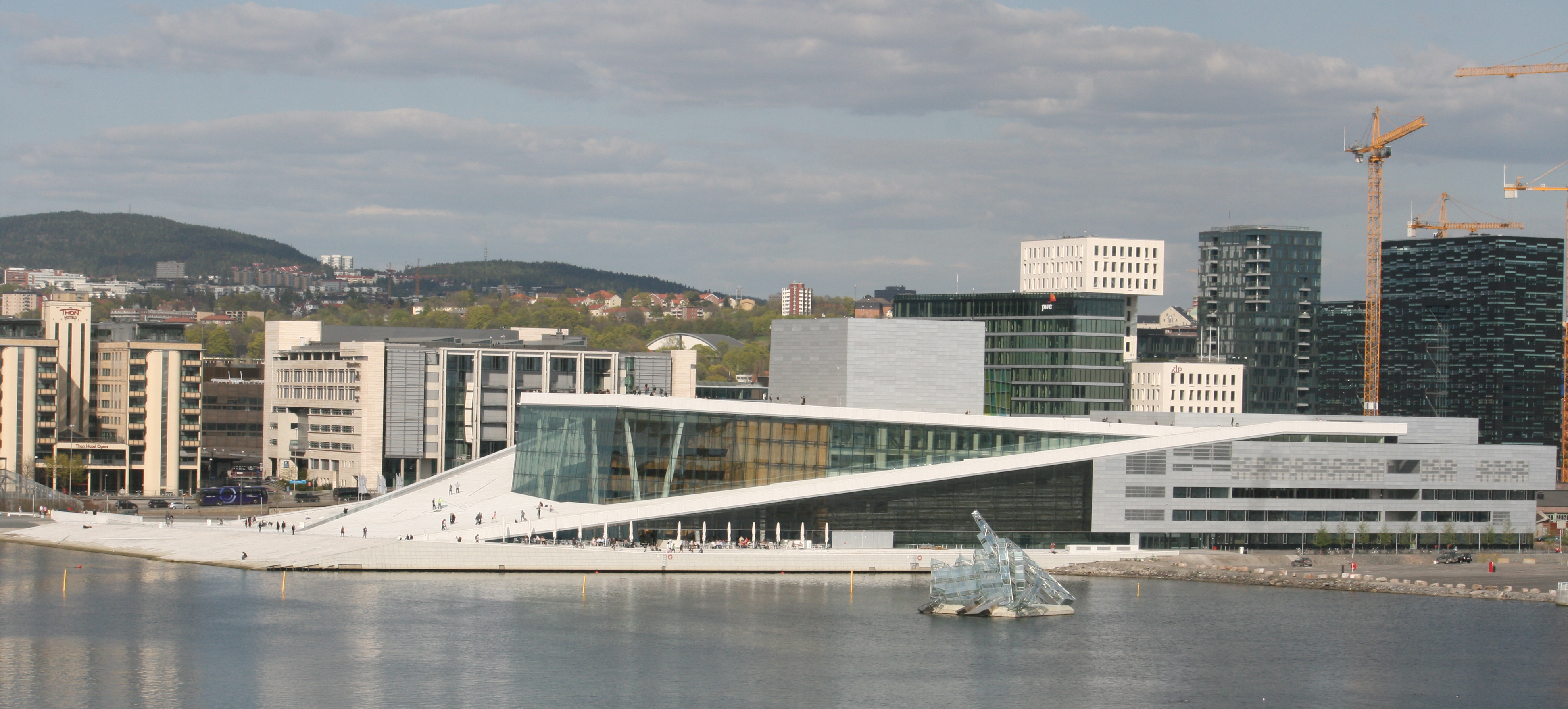
She Lies con la Ópera de Oslo en el fondo en 2010

La obra ha sido aclamada por el crítico Russell Potter como un ejemplo fundamental del "Ártico Sublime," así como una influencia en las pinturas polares de finales del siglo XIX.
La pintura inspiró la obra Totes Meer (Mar Muerto) de Paul Nash (1941). También fue influyente en los paisajes árticos de Lawren Harris.
El arquitecto Thom Mayne menciona al Mar de hielo como una influencia principal en su enfoque hacia la relación dinámica entre arquitectura, paisaje y naturaleza. Es posible que haya servido de inspiración para la Ópera de Sídney.
La escultura flotante al aire libre "She Lies" de Monica Bonvicini es una interpretación tridimensional de la obra original de Friedrich y está instalada en el fiordo de Oslo junto a la Ópera de Oslo. La escultura se inauguró en mayo de 2010 y se ha convertido en una de las atracciones turísticas del centro de Oslo.